# MP3
MPEG-1 Audio Layer III o MPEG-2 Audio Layer III, más comúnmente conocido como MP3, es un formato de compresión de audio digital que usa un algoritmo con pérdida para conseguir un menor tamaño de archivo. Es un formato de audio común utilizado para música tanto en computadoras como en reproductores de audio portátil.
MP3 fue desarrollado por el Moving Picture Experts Group (MPEG) para formar parte del estándar MPEG-1 y del posterior y más extendido MPEG-2. Un MP3 creado usando una compresión de 128 kbit/s tendrá un tamaño de aproximadamente unas 11 veces menor que su homónimo en CD. Un MP3 también puede comprimirse usando una mayor o menor tasa de bits por segundo, resultando directamente en menor calidad de audio final, así como en el tamaño del archivo resultante.

## Historia

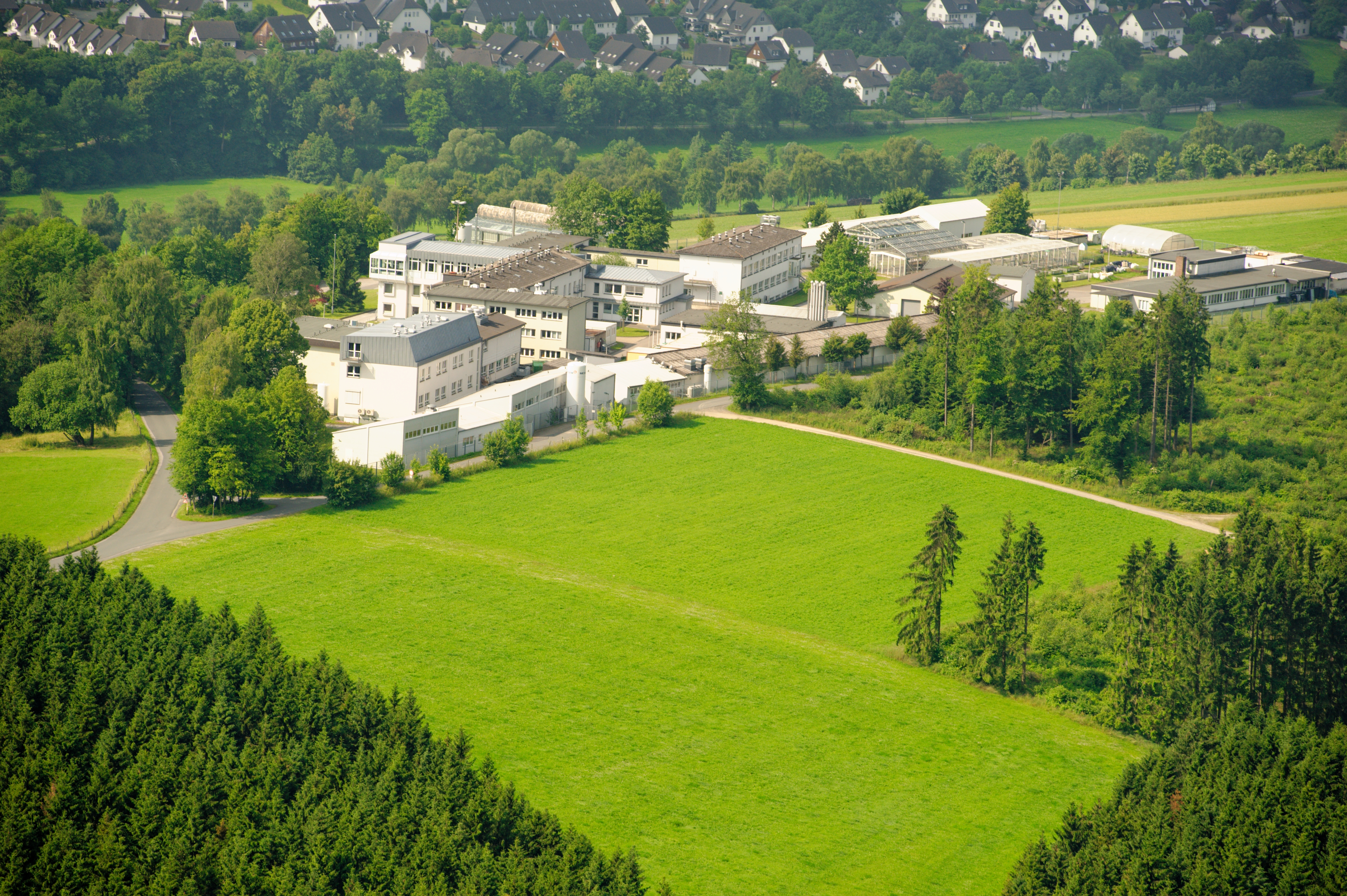
Sede del Instituto Fraunhofer en Múnich, Alemania.

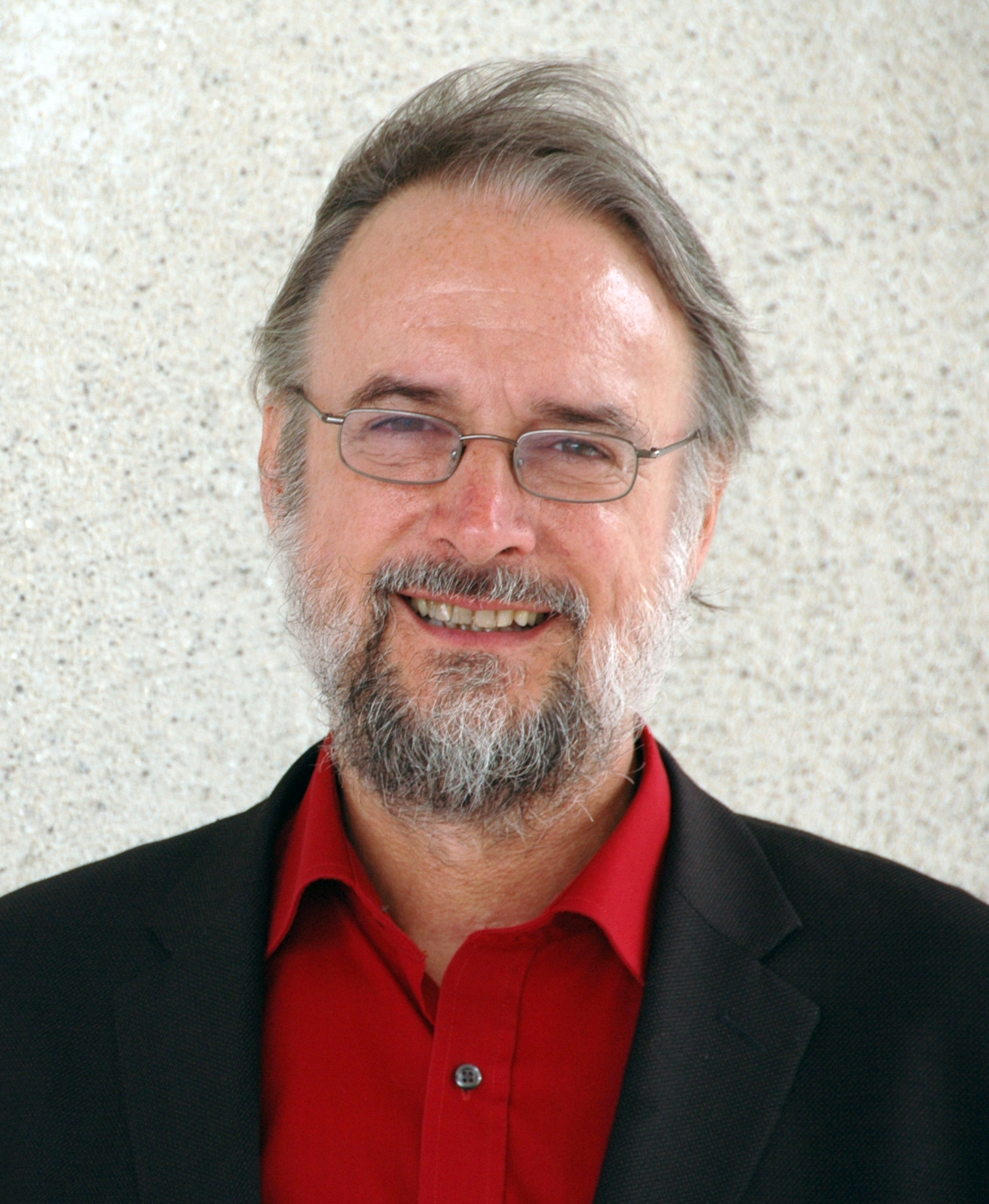
Karlheinz Brandenburg, principal desarrollador del formato MP3.

Este formato fue desarrollado principalmente por Karlheinz Brandenburg, director de tecnologías de medios electrónicos del Instituto Fraunhofer IIS, perteneciente al Fraunhofer-Gesellschaft —red de centros de investigación alemanes— que junto con Thomson Multimedia (actualmente Vantiva) controlaba el grueso de las patentes relacionadas con el formato MP3.
El científico alemán Karlheinz Brandenburg es considerado como «el padre del MP3» y formó parte del equipo que le dio nombre al formato MPEG: «Grupo de Expertos de Imágenes en Movimiento» («Moving Pictures Experts Group»). El grupo cedió el nombre al método digital para comprimir señales de audio y video para facilitar su emisión y almacenamiento. El proceso llamado MPEG Audio Capa III (MPEG Audio Layer 3) es bastante común hoy en día pero su desarrollo no era fácil. Además otros soportes de audio ya usaban técnicas de compresión como el MPEG-1 Audio Layer I del casete compacto digital de Philips o el ATRAC usado por Sony para sus Minidisc.
La historia inicia en 1982, cuando Brandenburg participa en la creación del formato. Su tutor de tesis doctoral había deseado patentar un método para transferir datos sin éxito. Lo que se pretendía patentar era una forma de transferir música usando líneas telefónicas, algo que la oficina de patentes germana consideraba imposible. No aparecería cierto progreso hasta 1986, cuando en la universidad de Ilmenau obtuvieron mejores computadoras para mejorar la capacidad de trabajo. Se tuvieron que realizar muchos esfuerzos para lograr el resultado deseado. Inicialmente se pensó en usar un sistema por división de capas de sonido, pero fue desechado por ser considerado demasiado rígido, y entonces se cambió por uno nuevo que aprovecha las limitaciones del oído humano.
La primera de ellas fue registrada en 1987. En ese año, los alemanes intentaban resolver el dilema de cómo difundir el sonido digital en el laboratorio de tecnologías de medios electrónicos. Los archivos en CD eran pesados y engorrosos, las lectoras de CD eran novedad, también el instalarlas en una PC.
En 1988 la Organización Internacional de Normalización convoca al equipo de MPEG para crear un estándar de codificación de audio. En este momento se realizaban las pruebas del nuevo sistema. Parecía que finalmente lograron su objetivo, pero al momento de probarlo con «Tom's Dinner» de Suzanne Vega mostró fallos graves, puesto que el formato de canción a capela y el escaso sonido ambiental representaban un enorme desafío para el sistema. Entonces se solicitó la colaboración de varias instituciones. Brandenburg trabajó con Jim Johnston de AT&T en el desarrollo de nuevos métodos de compresión para conservar la calidad de la voz. Por fin consiguieron evitar que el sistema distorsionara la voz de la cantante, y tuvieron que trabajar más para obtener finalmente una calidad similar a la de un CD.
En 1992 la ISO incluyó al MP3 como un estándar de compresión de audio, pero no fue hasta el año siguiente cuando fue finalmente formalizado con la llegada del MPEG-1 Capa de Audio III (MPEG-1 Audio Layer III), con velocidades de muestreo de 33, 44,1 y 48 kHz. Entonces decidieron comercializarlo a empresas para transferir la música a los estudios de radio mediante RDSI. 
Registraron varias patentes más en 1991, pero fue en julio de 1995 cuando Brandenburg usó por primera vez la extensión .mp3 para los archivos relacionados con el MP3 que guardaba en su computadora. En el proceso de desarrollo del formato participó también el ingeniero Leonardo Chiariglione, quien tuvo la idea de los estándares que podrían ser útiles para este fin. Un año después su instituto ingresaba en concepto de patentes 1,2 millones de euros. Diez años más tarde esta cantidad ha alcanzado los 26,1 millones.
Entre 1994 y 1995 identificaron a la Internet como una área atractiva. Entonces decidieron dar a los archivos el nombre definitivo de .mp3. El modelo de negocio se planeaba como herramientas de codificación costosas para empresas y decodificadores económicos para los consumidores. Uno de los productos decodificadores que lograron el mayor éxito y reconocimiento fue Winamp.
Sin embargo, no pasó mucho tiempo antes de que el formato fuera despojado del control de la ISO y Fraunhofer, dado que un ciudadano australiano había comprado el codificador usando una tarjeta de crédito robada de Taiwán para posteriormente empaquetarlo y cargarlo a un servidor FTP de una universidad estadounidense. Se ignora hasta el momento la identidad y el paradero del infractor. Esto inició el conflicto entre la industria discográfica y el MP3, convirtiéndolo en su principal enemigo, aunque en Asia el éxito persistente de los discos compactos esté ayudando a conservar las ventas en formato físico. 

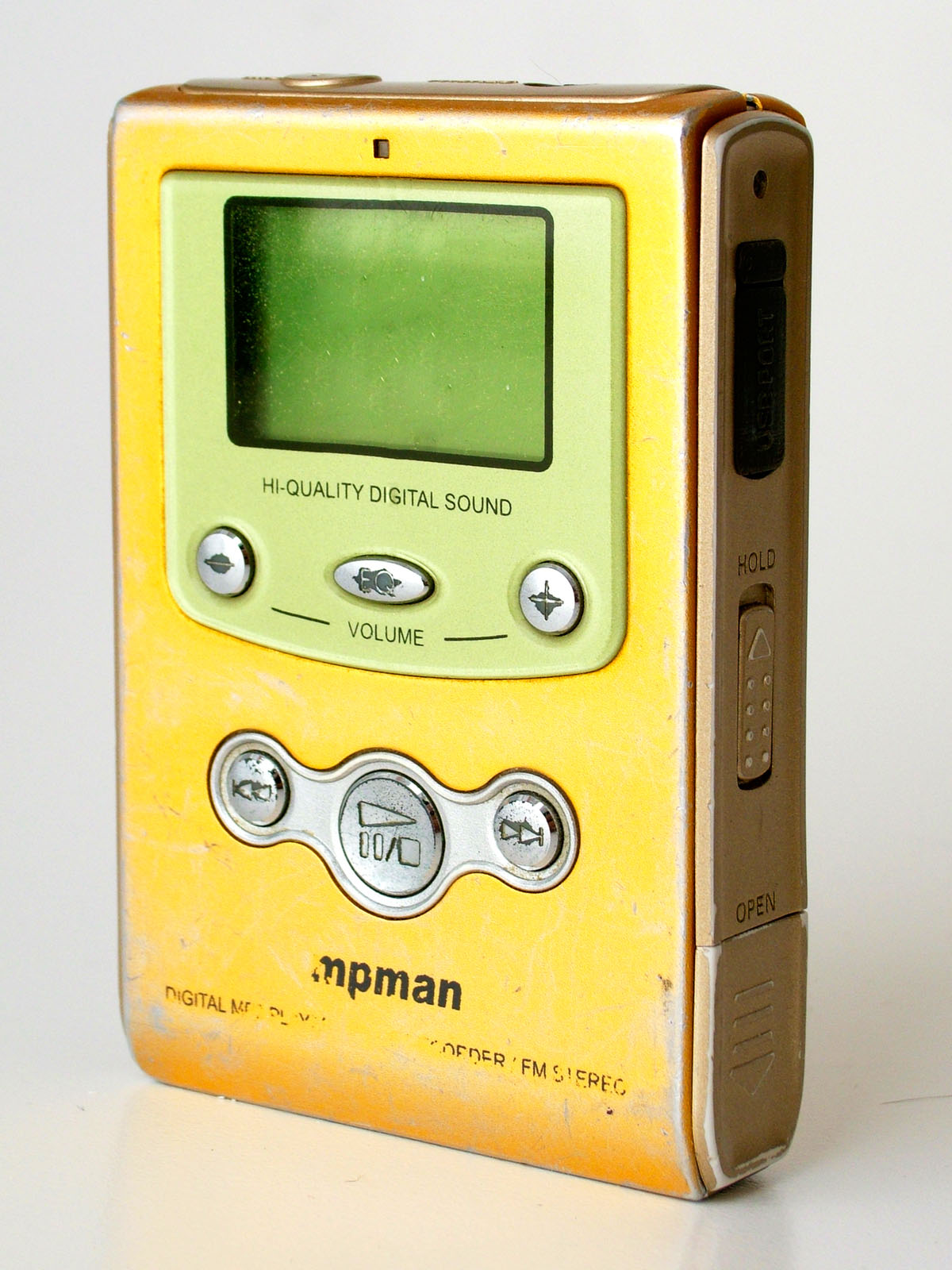
MpMan mp-f60. Uno de los primeros reproductores MP3.

Tras el desarrollo de reproductores portátiles y su integración en estéreos para automóviles, teléfonos móviles, reproductores de DVD, auriculares, consolas de videojuegos, altavoces y minisistemas de sonido hogareños, el formato MP3 en la actualidad llega más allá del mundo de la informática.
El formato MP3 se convirtió en el estándar utilizado para streaming de audio y compresión de audio con pérdida de mediana fidelidad gracias a la posibilidad de ajustar la calidad de la compresión, proporcional a la tasa de bits (bitrate) y en consecuencia el tamaño final del archivo, permitiendo reducir hasta 12 e incluso 15 veces el del archivo original antes de su compresión.
Fue el primer formato de compresión de audio popularizado gracias a Internet, ya que hizo posible el intercambio de ficheros musicales. Los procesos judiciales contra empresas como Napster, AudioGalaxy y Megaupload son resultado de la facilidad con que se comparten legal e ilegalmente este tipo de ficheros, suponiendo el principal auge de la batalla por la propiedad intelectual en Internet.
A principios de la década de los 2000 Thomson Multimedia renueva el formato con el nombre MP3Pro para suplir limitaciones importantes en la calidad (especialmente en altas frecuencias), paralelamente a la aparición de formatos de compresión de audio competidores, como Windows Media Audio (de Microsoft), Ogg Vorbis, ATRAC y AAC, que empiezan a ser masivamente incluidos en programas de audio para computación, dispositivos, sistemas operativos, teléfonos celulares y reproductores portátiles, lo que hizo prever que el MP3 compartiera popularidad con los nuevos formatos, de mejor calidad.
Un factor que posiblemente influyó en la aparición de tanta competencia es que el formato MP3 tenía patentes, lo cual no implicaba que su calidad sea mala, pero el mediático juicio a Microsoft en 2007 mostró su estándar cerrado. Eso impidió que la comunidad pueda mejorarlo y puede obligar a pagar por la utilización del códec, lo cual ocurre en el caso de los dispositivos que lo usan, como los teléfonos celulares y las tabletas. Aun así, hoy día el formato MP3 continúa siendo el más usado y el que goza de más éxito con una presencia cada vez mayor. Algunas tiendas en línea como Amazon y Google Play Music venden su música en este formato por cuestiones de compatibilidad. En 2017 expiraron todas las patentes relacionadas con el formato MP3.

## Detalles técnicos

Icono de un archivo MP3.

En esta capa existen varias diferencias respecto a los estándares MPEG-1 y MPEG-2, entre las que se encuentra el llamado banco de filtros para que el diseño tenga mayor complejidad. Esta mejora de la resolución frecuencial empeora la resolución temporal introduciendo problemas de preeco que son predichos y corregidos. Además, permite calidad de audio en tasas tan bajas como 64 kbps.
Los archivos MPEG-1 corresponden a las velocidades de muestreo de 32, 44,1 y 48 kHz.
Los archivos MPEG-2 corresponden a las velocidades de muestreo de 16, 22, 0.5 y 24 kHz.

### Banco de filtros

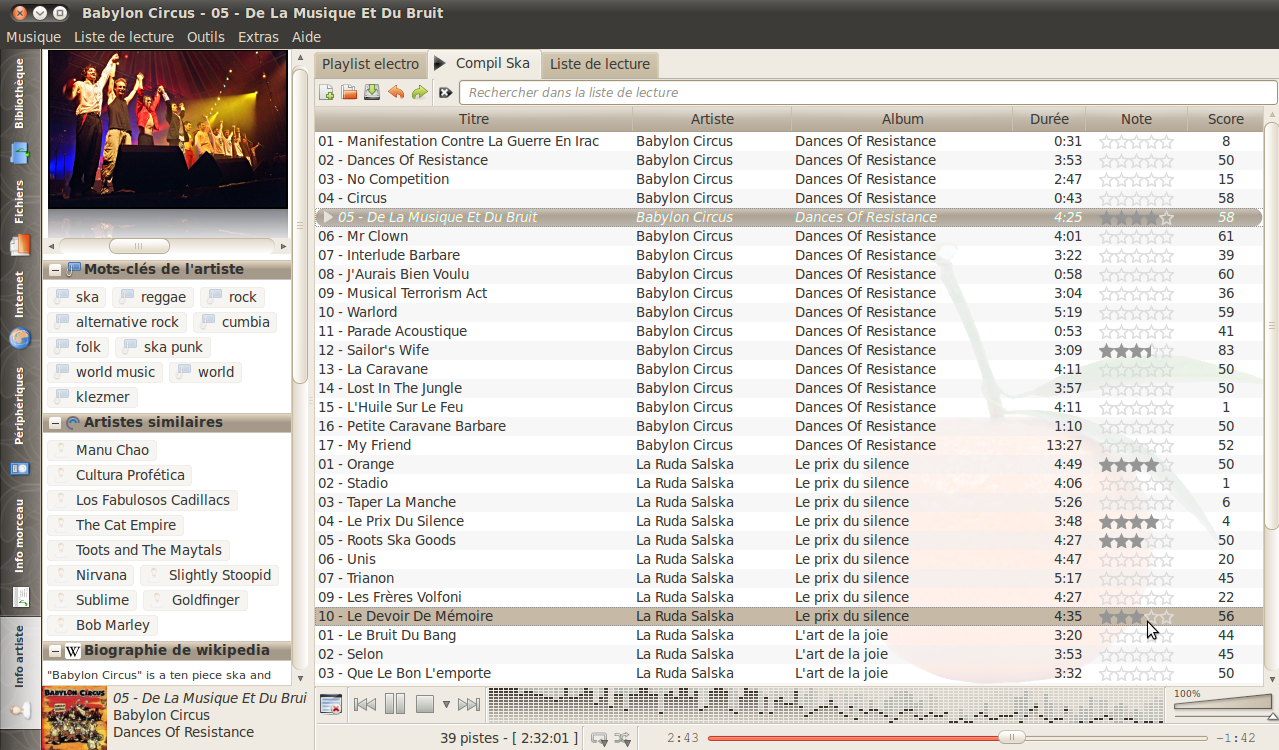
Clementine reproduciendo varios archivos MP3.

El banco de filtros utilizado en esta capa es el llamado banco de filtros híbrido polifase/MDCT. Se encarga de realizar el mapeado del dominio del tiempo al de la frecuencia tanto para el codificador como para los filtros de reconstrucción del decodificador. Las muestras de salida del banco están cuantificadas y proporcionan una resolución en frecuencia variable, 6x32 o 18x32 subbandas, ajustándose mucho mejor a las bandas críticas de las diferentes frecuencias.
Usando 18 puntos, el número máximo de componentes frecuenciales es: 32 × 18 = 576. Dando lugar a una resolución frecuencial de: 24000/576 = 41,67 Hz (si fs = 48 kHz). Si se usan 6 líneas de frecuencia la resolución frecuencial es menor, pero la temporal es mayor, y se aplica en aquellas zonas en las que se espera efectos de preeco (transiciones bruscas de silencio a altos niveles energéticos).
La Capa III tiene tres modos de bloque de funcionamiento: dos modos donde las 32 salidas del banco de filtros pueden pasar a través de las ventanas y las transformadas MDCT y un modo de bloque mixto donde las dos bandas de frecuencia más baja usan bloques largos y las 30 bandas superiores usan bloques cortos.
Para el caso concreto del MPEG-1 Audio Layer 3 (que concretamente significa la tercera capa de audio para el estándar MPEG-1) específica cuatro tipos de ventanas:
1. NORMAL.
2. Transición de ventana larga a corta (START).
3. Tres ventanas cortas (SHORT).

### El modelo psicoacústico

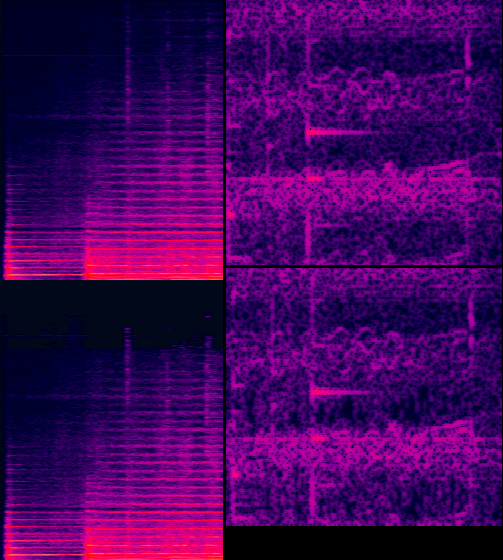
Diferencias entre el espectro del audio PCM sin comprimir (arriba) y el audio comprimido en MP3 a 192Kbps (abajo).

La compresión se basa en la reducción del margen dinámico irrelevante, es decir, en la incapacidad del sistema auditivo para detectar los errores de cuantificación en condiciones de enmascaramiento. Este estándar divide la señal en bandas de frecuencia que se aproximan a las bandas críticas, y luego cuantifica cada subbanda en función del umbral de detección del ruido dentro de esa banda. El modelo psicoacústico es una modificación del empleado en el esquema II, y utiliza un método denominado predicción polinómica. Analiza la señal de audio y calcula la cantidad de ruido que se puede introducir en función de la frecuencia, es decir, calcula la «cantidad de enmascaramiento» o umbral de enmascaramiento en función de la frecuencia. El codificador usa esta información para decidir la mejor manera de gastar los bits disponibles. Este estándar provee dos modelos psicoacústicos de diferente complejidad: el modelo I es menos complejo que el modelo psicoacústico II y simplifica mucho los cálculos.
La calidad de los resultados del proceso ha sido objeto de una gran controversia desde la introducción del formato. Los sectores audiófilos han opinado que el resultado es bastante inferior a la calidad de sonido proporcionada por los discos compactos y los vinilos. Sin embargo existen otras opiniones que afirman que la diferencia de calidad es mínima o prácticamente imperceptible. Western Digital recomienda una velocidad de bits de 128 kbps para lograr un balance entre calidad de sonido y espacio consumido. Mientras que Apple recomienda velocidades entre 128 kbps y 192 kbps, recomendando velocidades inferiores a estas con archivos de grabaciones de voz en lugar de música.

### Codificación digital y cuantificación
La solución que propone este estándar en cuanto a la repartición de bits o ruido, se hace en un ciclo de iteración que consiste de un ciclo interno y uno externo. Examina tanto las muestras de salida del banco de filtros como el SMR (signal-to-mask ratio) proporcionado por el modelo psicoacústico, y ajusta la asignación de bits o ruido de cuantificación, según el esquema utilizado, para satisfacer simultáneamente los requisitos de tasa de bits y de enmascaramiento. Dichos ciclos consisten en:

#### Ciclo interno
El ciclo interno realiza la cuantización no-uniforme de acuerdo con el sistema de punto flotante (cada valor espectral MDCT se eleva a la potencia 3/4). El ciclo escoge un determinado intervalo de cuantización y, a los datos cuantizados, se les aplica codificación de Huffman en el siguiente bloque. El ciclo termina cuando los valores cuantizados que han sido codificados con Huffman usan menor o igual número de bits que la máxima cantidad de bits permitida.

#### Ciclo externo
Ahora el ciclo externo se encarga de verificar si el factor de escala para cada bandas tiene más distorsión de la permitida (ruido en la señal codificada), comparando cada banda del factor de escala con los datos previamente calculados en el análisis acústico. El ciclo externo termina cuando una de las siguientes condiciones se cumple:
- Ninguna de las bandas del factor de escala tiene mucho ruido.
- Si la siguiente alternación amplifica una de las bandas más de lo permitido.
- Todas las bandas han sido amplificadas al menos una vez.

### Empaquetado o formateador de bitstream
Este bloque toma las muestras cuantificadas del banco de filtros, junto a los datos de asignación de bits/ruido y almacena a agapio el audio codificado y algunos datos adicionales en las tramas. Cada trama contiene información de 1152 muestras de audio y consiste de un encabezado, de los datos de audio junto con el chequeo de errores mediante CRC y de los datos particulares (estos dos últimos opcionales).

### Volumen
La normalización de volumen, también conocido como Normalización de audio, básicamente consiste en la nivelación del volumen de las pistas que conforman un álbum, lo que permite escuchar las canciones que lo componen siempre con el mismo volumen, evitando el salto entre una canción que «suena bajo» con otra que «suena alto». Para ello se utilizan programas como QMP3Gain.

## Estructura de un fichero MP3

Estructura de un fichero MP3.

Un fichero MP3 se constituye de diferentes tramas que a su vez se componen de una cabecera y los datos en sí. Esta secuencia de datos es la denominada «Stream Elemental». Cada una de las tramas es independiente, es decir, pueden ser cortadas las tramas de un fichero MP3 y después reproducirlos en cualquier reproductor MP3 del Mercado.
La cabecera consta de una palabra de sincronismo que es utilizada para indicar el principio de una trama válida. A continuación siguen una serie de bits que indican que el fichero analizado es un fichero Standard MPEG y si usa o no la capa 3. Después de todo esto, los valores difieren dependiendo del tipo de archivo MP3. Los rangos de valores quedan definidos en la norma ISO/IEC 11172-3.

### Transformada de Fourier discreta
En matemáticas, la transformada de Fourier discreta, designada con frecuencia por la abreviatura DFT (del inglés discrete Fourier transform), y a la que en ocasiones se denomina transformada de Fourier finita, es una transformada de Fourier ampliamente empleada en tratamiento de señales y en campos afines para analizar las frecuencias presentes en una señal muestreada, resolver ecuaciones diferenciales parciales y realizar otras operaciones, como convoluciones. Es utilizada en el proceso de elaboración de un fichero MP3.
La transformada de Fourier discreta puede calcularse de modo muy eficiente mediante el algoritmo FFT.

### Metadatos
Una etiqueta es una sección en el fichero MP3 que contiene metadatos como el título, intérprete, género, álbum, número de pista etc. El estándar MP3 no define ningún formato de metadatos para los ficheros MP3 ni de ningún fichero contenedor que los incluya. Sin embargo en la práctica son comunes los estándares ID3v1, ID3v2 y el más reciente APEv2. Estos metadatos son incrustados al principio o final del fichero MP3 y las aplicaciones y dispositivos los leen para mostrar su información en pantalla o los ignoran dependiendo del caso.
Muchas aplicaciones de reproducción y administración de ficheros de audio como Windows Media Player, Reproductor Multimedia, Winamp, iTunes, MusicBee y AIMP incluyen funciones para editar los metadatos descargándolos automáticamente de Internet o de manera manual. Sin embargo también existen aplicaciones específicas para este propósito. Los metadatos también pueden ser usados para la administración digital de derechos.